# VV Elinkwijk in het seizoen 1954/55
Het seizoen 1954/1955 was het eerste jaar in het bestaan van de Utrechtse betaaldvoetbalclub Elinkwijk. De club kwam uit in de Eerste klasse B en eindigde daarin op de zevende plaats, dit betekende dat de club in het nieuwe seizoen uitkwam op het hoogste voetbalniveau.

## Wedstrijdstatistieken

### Eerste klasse A(afgebroken)
|       | AGOVV | Blauw-Wit | DWS   | GVAV | Haarlem | Heerenveen | HVC   | Leeuwarden | Sportclub Enschede | Vitesse | VSV   | Wageningen |
| ----- | ----- | --------- | ----- | ---- | ------- | ---------- | ----- | ---------- | ------------------ | ------- | ----- | ---------- |
| Thuis | –     | 0 – 0     | –     | –    | –       | 2 – 1      | 1 – 0 | –          | –                  | –       | 0 – 4 | –          |
| Uit   | 4 – 2 | –         | 3 – 0 | –    | –       | –          | –     | –          | 2 – 0              | –       | –     | 0 – 0      |

### Eerste klasse B
|       | ADO   | Brabantia | DWS   | EDO   | Fortuna '54 | Heerenveen | Heracles | Rigtersbleek | Sittardia | Sparta | SVV   | Wageningen | Willem II |
| ----- | ----- | --------- | ----- | ----- | ----------- | ---------- | -------- | ------------ | --------- | ------ | ----- | ---------- | --------- |
| Thuis | 1 – 2 | 2 – 0     | 1 – 0 | 3 – 0 | 3 – 1       | 3 – 1      | 2 – 3    | 0 – 1        | 3 – 2     | 3 – 3  | 0 – 1 | 1 – 0      | 4 – 1     |
| Uit   | 0 – 3 | 1 – 1     | 2 – 3 | 2 – 1 | 2 – 0       | 1 – 1      | 4 – 2    | 2 – 2        | 5 – 2     | 3 – 2  | 1 – 3 | 3 – 0      | 5 – 2     |

## Statistieken Elinkwijk 1954/1955

### Eindstand Elinkwijk in de Nederlandse Eerste klasse B 1954 / 1955
| Stand | Gespeeld | Gewonnen | Gelijk | Verloren | Punten | Doelpunten voor | Doelpunten tegen |
| ----- | -------- | -------- | ------ | -------- | ------ | --------------- | ---------------- |
| 7e    | 26       | 11       | 4      | 11       | 26     | 48              | 45               |

### Eindstand Elinkwijk in de Nederlandse Eerste klasse A 1954 / 1955 (afgebroken)
| Stand | Gespeeld | Gewonnen | Gelijk | Verloren | Punten | Doelpunten voor | Doelpunten tegen |
| ----- | -------- | -------- | ------ | -------- | ------ | --------------- | ---------------- |
| 11e   | 8        | 2        | 2      | 4        | 6      | 4               | 15               |

### Topscorers
| #              | Naam                | Goal |
| -------------- | ------------------- | ---- |
| 1.             | Wim de Jongh        | 15   |
| 2.             | Teus van Rheenen    | 12   |
| 3.             | Bertus van Beek     | 4    |
| 3.             | Job Gademans        | 4    |
| 3.             | Evert-Jan Vonk      | 4    |
| 6.             | Otto Blom           | 1    |
| 6.             | Roelof van Dijk     | 1    |
| 6.             | Reinier Kreijermaat | 1    |
| 6.             | Karel Peperzak      | 1    |
| 6.             | Bertus Sluyk        | 1    |
| 6.             | Eef Westers         | 1    |
| Eigen doelpunt |                     |      |
| –              | Henk Jans (ADO)     | 1    |
| Totaal         | Totaal              | 48   |

| #      | Naam                | Goal |
| ------ | ------------------- | ---- |
| 1.     | Evert-Jan Vonk      | 2    |
| 2.     | Bertus van Beek     | 1    |
| 2.     | Reinier Kreijermaat | 1    |
| 2.     | Johan Kuipers       | 1    |
| Totaal | Totaal              | 5    |